# パット・マステロット
パット・マステロット（Pat Mastelotto、1955年9月10日 - ）は、アメリカ合衆国のドラマー。1984年にMr.ミスターのメンバーとしてデビュー。後年は、キング・クリムゾンやスティック・メン等で活動している。

## 来歴
カリフォルニア州チコ出身。10歳でドラムを始め、その後ロサンゼルスに移る。1980年代に入ると本格的にスタジオ・ミュージシャンとして活動。1981年、日本武道館で行われた第12回世界歌謡祭に、ホリー・ペンフィールドのバック・バンドの一員として出演し、当時スーパースランプで活動していたサンプラザ中野のパフォーマンスに注目して、親交を深めるに至ったというエピソードがある。
1983年にMr.ミスターを結成し、同バンドは1984年にデビュー、1985年発表のセカンド・アルバム『ウェルカム・トゥ・ザ・リアル・ワールド』がBillboard 200で1位を獲得しブレイクを果たした。バンドと並行してスタジオ・ミュージシャンとしての活動も続け、ポインター・シスターズ、エディ・マネー、パティ・ラベル、ケニー・ロギンス、XTC等のレコーディングに参加。
Mr.ミスターが1989年に解散してからは、ホール&オーツやロビン・ヒッチコック等との共演を経て、1993年、デヴィッド・シルヴィアンとロバート・フリップのプロジェクトであるシルヴィアン&フリップのツアー・メンバーとなる。その後、ロバートの教え子であるギタリスト、スティーヴ・ボールと共にプロメテウスを結成し、1994年に唯一のアルバム『火神プロメテウスの物語』を発表。同時期にキング・クリムゾンに加入、ビル・ブルーフォードとのツイン・ドラムを披露した。1997年から1999年にかけて、キング・クリムゾンがプロジェクトに分裂していた時期は、プロジェクト3『マスク』とプロジェクト4『ウェスト・コースト・ライヴ』に参加。その後ビル・ブルーフォードがキング・クリムゾンを脱退したため、以後はパットが単独でドラムを担当。

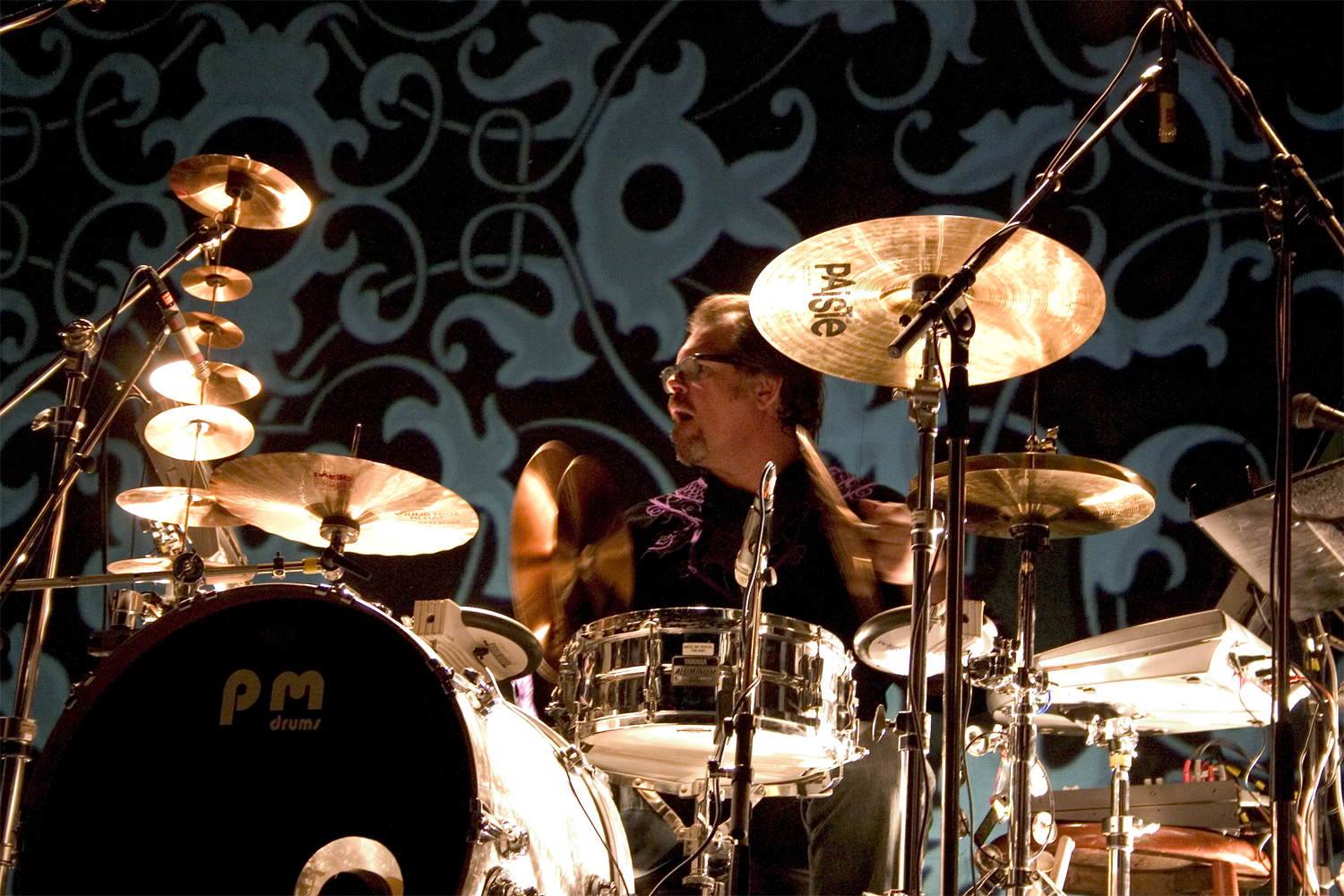
KTU活動期（2005年）

パットはその後も、キング・クリムゾンと並行して様々なミュージシャンと共演。1999年、マスティカ（Mastica）というスリー・ピース・バンドを結成し、アルバム『99』を発表。2001年には、キング・クリムゾンの作品でも共同作業をしたレコーディング・エンジニアのビル・マニヨンと共にBPM & Mというユニットを結成し、アルバム『エクストラクツ&アーティファクツ』を発表。また、ロバート・フリップの教え子のギタリスト3人によるバンド、カリフォルニア・ギター・トリオの作品『CG3+2』（2002年）に、トニー・レヴィンと共にゲスト参加。2004年以降は、フィンランドのアコーディオン奏者キンモ・ポーヨネン等と結成したユニット、KTUでも活動。2007年には、スウェーデンのプログレッシブ・ロック・バンド、フラワー・キングスにツアー・メンバーとして一時加入。
2008年、キング・クリムゾンにギャヴィン・ハリソン（ポーキュパイン・ツリー）が加入し、バンドはパットとギャヴィンのツイン・ドラム編成となった。また、2008年から2010年にかけて、アラン・ホールズワース、テリー・ボジオ、トニー・レヴィンとの連名バンド（HoBoLeMaとも称される）でもツアーを行い、2008年11月からの、ボジオの日本公演にスペシャル・ゲストの1人として参加。

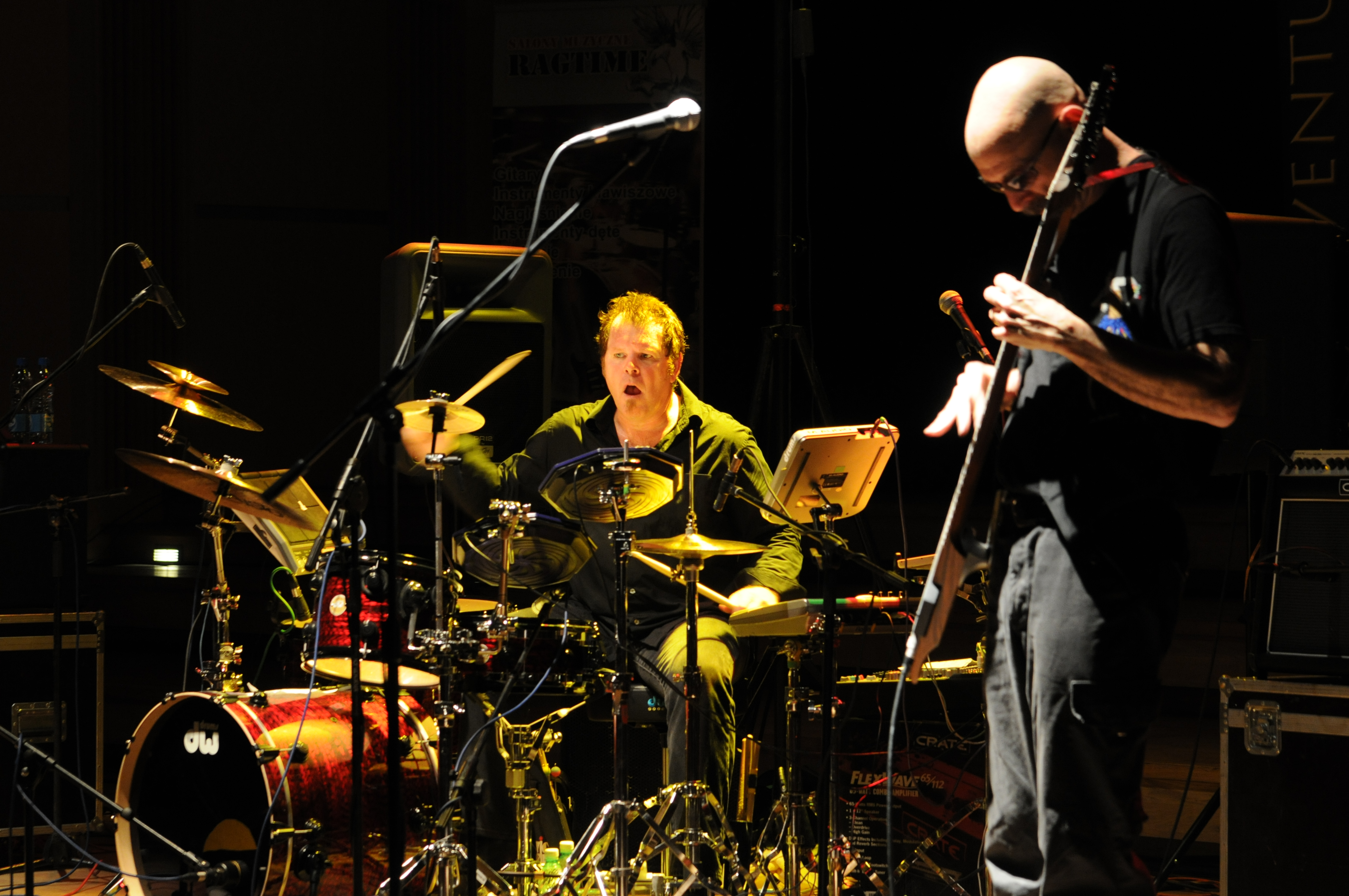
スティック・メンにて同僚のトニー・レヴィンと共演（2008年）

2010年6月、同僚のトニー・レヴィン等と結成したトリオ編成のバンド「スティック・メン」のツアーで来日。
2015年12月、再始動したキング・クリムゾンの公演で来日。

## 使用機材
主に、ドラム・ワークショップ（dw）製ドラムセットを使用。ドラムヘッドやバスドラムはエヴァンス（EVANS）製を使う場合もある。シンバルはパイステ（PAiSTe）製、スティックはヴィックファース（Vic Firth）製を使用している。

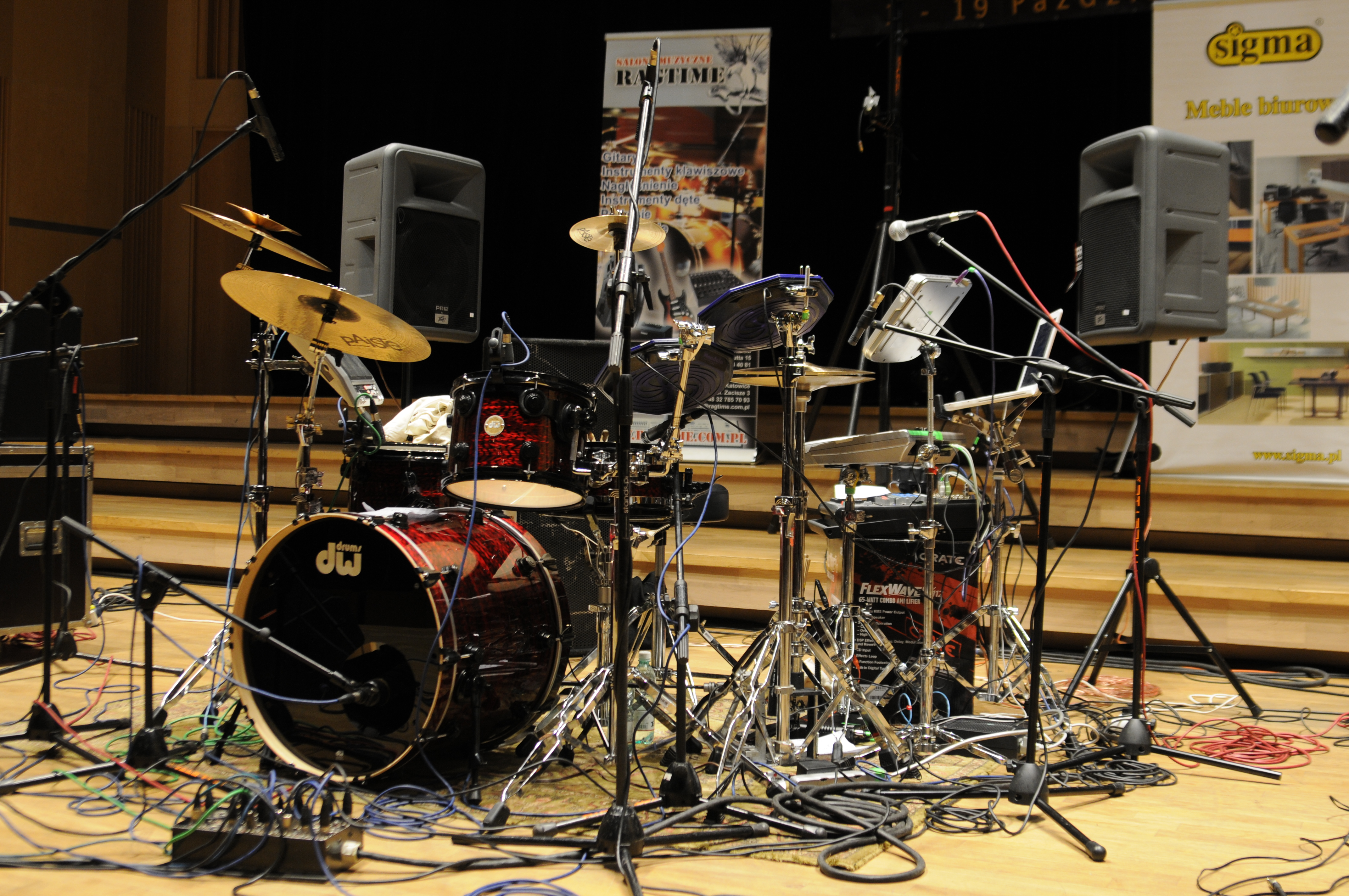
愛用の『ドラム・ワークショップ』製ドラムセット

## ディスコグラフィ

### Mr.ミスター
詳しくは「Mr.ミスター#ディスコグラフィ」を参照
- 『アイ・ウェア・ザ・フェイス』 - I Wear the Face (1984年)
- 『ウェルカム・トゥ・ザ・リアル・ワールド』 - Welcome to the Real World (1985年)
- 『ゴー・オン』 - Go On... (1987年)
- 『PULL』 - Pull (2010年)

### プロメテウス
- 『火神プロメテウスの物語』 - Prometheus（1994年）

### キング・クリムゾン
詳しくは「キング・クリムゾンの作品」を参照
- 『ヴルーム』 - VROOOM (1994年)
- 『スラック』 - Thrak (1995年)
- 『スラックアタック』 - THRaKaTTaK (1996年)
- 『ザ・コンストラクション・オブ・ライト』 - The ConstruKction of Light (2000年)
- 『レヴェル・ファイヴ』 - Level Five (2001年) ※ライブEP
- 『しょうがない』 - Happy with What You Have to Be Happy With (2002年)
- 『ザ・パワー・トゥ・ビリーヴ』 - The Power to Believe (2003年)

### プロジェクト
詳しくは「プロジェクト (バンド)#ディスコグラフィ」を参照
- 『マスク』 - Masque (1999年) ※プロジェクト3名義
- 『ウェスト・コースト・ライヴ』 - West Coast Live (1999年) ※プロジェクト4名義
- 『ヘヴン・アンド・アース』 - Heaven and Earth (2000年) ※プロジェクトX名義

### BPM & M
- 『エクストラクツ&アーティファクツ』 - XtraKcts & ArtifaKcts (2001年)

### カリフォルニア・ギター・トリオ
- Live at the Key Club (2001年)
- 『CG3+2』 - CG3+2 (2002年)
- Echoes (2008年)

### TU
- Thunderbird Suite (2002年)
- TU (2003年)
- Official Bootleg (2004年)
- Live in Russia (2011年)

### KTU
- 『エイト・アームド・モンキー』 - 8 Armed Monkey (2005年)
- 『クイヴァー』 - Quiver (2009年)

### スティック・メン
詳しくは「スティック・メン#ディスコグラフィ」を参照
- Stick Men [A special edition]  (2009年)
- 『スープ』 - Soup (2010年)
- Absalom EP (2011年)
- Live In Montevideo 2011 (2011年)
- Live In Buenos Aires 2011 (2011年)
- Open (2012年)
- Deep (2013年)
- Power Play (2014年)
- Unleashed: Live Improvs 2013 (2014年)
- 『ライヴ・イン・トーキョー 2015』 - Midori: Live In Tokyo (2016年) ※デヴィッド・クロス参加
- 『プログ・ノワール - 暗黒への進化』 - Prog Noir (2016年)
- 『六本木 - ライヴ・イン・トーキョー 2017』 - Roppongi - Live In Tokyo 2017 (2017年) ※メル・コリンズ参加